# یوشئو
یوشئو (انگلیسی: Ushio, Inc.) شرکت الکترونیک ژاپنی است، که در سال ۱۹۶۴ تأسیس شد.